# Changan Qiyuan A07

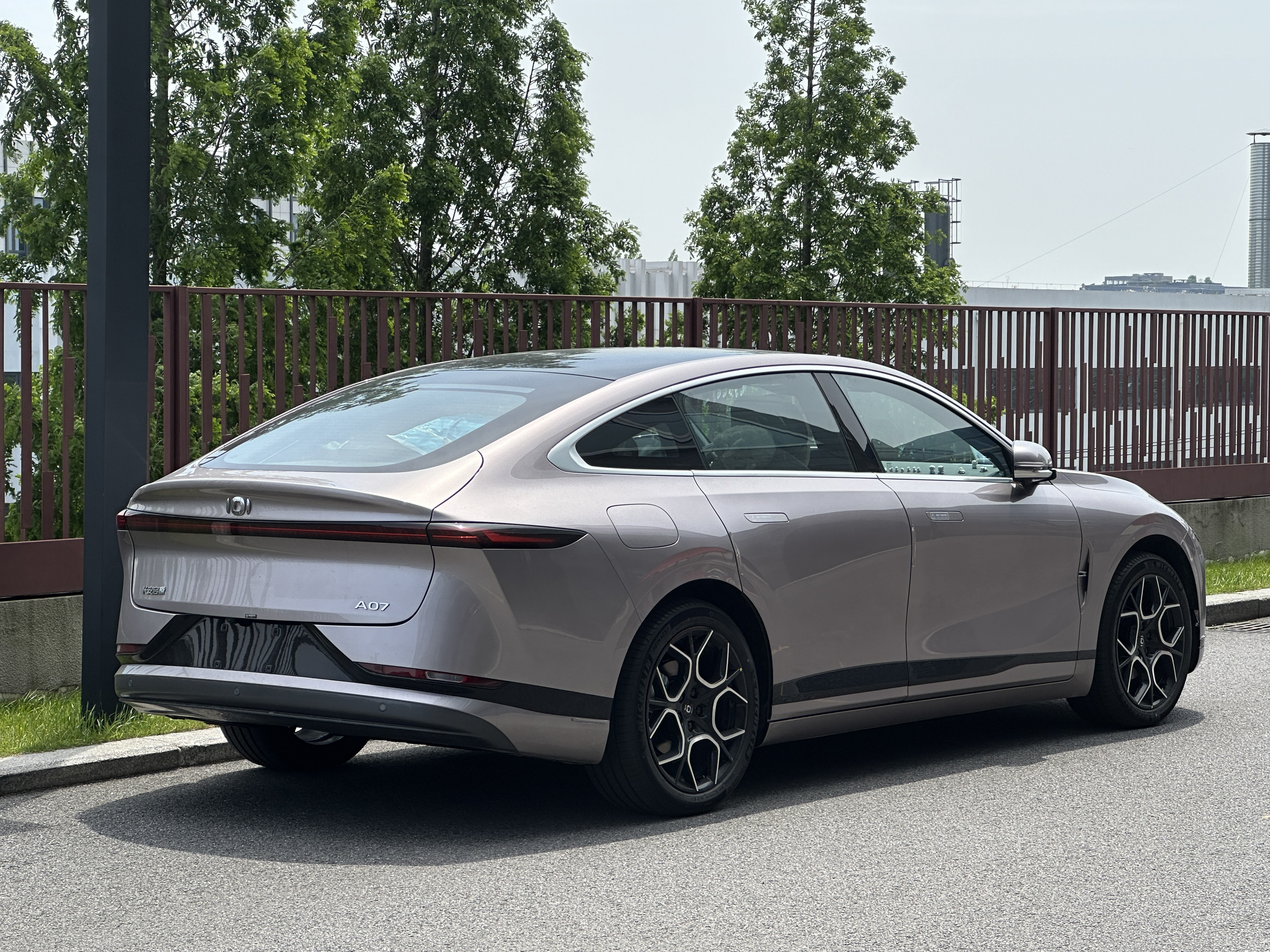
Heckansicht

Der Changan Qiyuan A07 ist eine seit 2023 gebaute Fließheck-Limousine der oberen Mittelklasse der chinesischen Automobilmarke Changan. Es ist das erste Modell der Submarke Qiyuan.

## Geschichte
Nachdem das chinesische Ministerium für Industrie und Informationstechnik im April 2023 erste Informationen über das Fahrzeug veröffentlicht hatte, wurde es im Juli 2023 offiziell vorgestellt. Die Serienproduktion in Nanchang begann im August 2023.

## Technische Daten
Der 4,91 Meter lange Qiyuan A07 ist entweder ein Plug-in-Hybrid mit einer Systemleistung von 160 kW (218 PS) oder ein Elektroauto mit 160 kW (218 PS) oder 190 kW (258 PS). Reichweitenverlängerer im Plug-in-Hybrid ist ein 1,5-Liter-Ottomotor. Alle Versionen haben Hinterradantrieb.
Der Wagen basiert auf der gleichen Plattform wie der 4,82 Meter lange Changan Deepal SL03.
| Kenngrößen                                            | 140                         | 200                         | 230                         | 515                  | 525                  | 625                  | 710                  |
| ----------------------------------------------------- | --------------------------- | --------------------------- | --------------------------- | -------------------- | -------------------- | -------------------- | -------------------- |
| Bauzeitraum                                           | seit 02/2025                | 08/2023–02/2025             | seit 02/2025                | seit 08/2023         | seit 02/2025         | seit 02/2025         | seit 03/2024         |
| Motorkenndaten                                        |                             |                             |                             |                      |                      |                      |                      |
| Motortyp                                              | R4-Ottomotor + Elektromotor | R4-Ottomotor + Elektromotor | R4-Ottomotor + Elektromotor | Elektromotor         | Elektromotor         | Elektromotor         | Elektromotor         |
| Hubraum                                               | 1480 cm³                    | 1480 cm³                    | 1497 cm³                    | —                    | —                    | —                    | —                    |
| max. Leistung Verbrennungsmotor                       | 70 kW (95 PS) bei 5000/min  | 70 kW (95 PS) bei 5000/min  | 72 kW (98 PS) bei 5600/min  | —                    | —                    | —                    | —                    |
| max. Leistung Elektromotor                            | 160 kW (218 PS)             | 160 kW (218 PS)             | 160 kW (218 PS)             | 190 kW (258 PS)      | 190 kW (258 PS)      | 190 kW (258 PS)      | 160 kW (218 PS)      |
| max. Systemleistung                                   | 160 kW (218 PS)             | 160 kW (218 PS)             | 160 kW (218 PS)             | —                    | —                    | —                    | —                    |
| max. Drehmoment Verbrennungsmotor                     | 141 Nm bei 4000/min         | 141 Nm bei 4000/min         | 125 Nm bei 3000/min         | —                    | —                    | —                    | —                    |
| max. Drehmoment Elektromotor                          | 320 Nm                      | 320 Nm                      | 320 Nm                      | 320 Nm               | 320 Nm               | 320 Nm               | 320 Nm               |
| max. Systemdrehmoment                                 | 320 Nm                      | 320 Nm                      | 320 Nm                      | —                    | —                    | —                    | —                    |
| Kraftübertragung                                      |                             |                             |                             |                      |                      |                      |                      |
| Antrieb                                               | Hinterradantrieb            | Hinterradantrieb            | Hinterradantrieb            | Hinterradantrieb     | Hinterradantrieb     | Hinterradantrieb     | Hinterradantrieb     |
| Getriebe                                              | Stufenloses Getriebe        | Stufenloses Getriebe        | Stufenloses Getriebe        | Stufenloses Getriebe | Stufenloses Getriebe | Stufenloses Getriebe | Stufenloses Getriebe |
| Messwerte                                             |                             |                             |                             |                      |                      |                      |                      |
| Höchstgeschwindigkeit                                 | 172 km/h                    | 172 km/h                    | 172 km/h                    | 172 km/h             | 172 km/h             | 172 km/h             | 172 km/h             |
| Beschleunigung, 0–100 km/h                            | 7,9 s                       | 7,8 s                       | 7,6 s                       | 6,1 s                | 6,9 s                | 7,3 s                | 7,1 s                |
| Kraftstoffverbrauch auf 100 km nach WLTP (kombiniert) | 1,2 l Super                 | 0,8 l Super                 | 0,7 l Super                 | —                    | —                    | —                    | —                    |
| Tankinhalt                                            | 45 l                        | 45 l                        | 45 l                        | —                    | —                    | —                    | —                    |
| Energieinhalt Akku                                    | 18,4 kWh                    | 28,4 kWh                    | 28,4 kWh                    | 58,1 kWh             | 56,1 kWh             | 68,8 kWh             | 80,0 kWh             |
| elektrische Reichweite nach CLTC                      | 140 km                      | 200 km                      | 230 km                      | 515 km               | 525 km               | 625 km               | 710 km               |
| Abgasnorm                                             | China VIb                   | China VIb                   | China VIb                   | —                    | —                    | —                    | —                    |